# IC 3631
IC 3631 — галактика типу S0-a (спіральна галактика) у сузір'ї Діва.
Цей об'єкт міститься в оригінальній редакції індексного каталогу.